# Mów mi Fitz
Mów mi Fitz (ang. Call Me Fitz, 2010–2013) – kanadyjski serial komediowy wyprodukowany przez E1 Entertainment, Amaze Film & Television i Big Motion Pictures. Premiera serialu w Kanadzie odbyła się 19 września 2010 roku na kanałach The Movie Network i Movie Central, natomiast w Polsce odbyła się 19 listopada 2010 roku na kanale Comedy Central Polska.

## Opis fabuły
Richard "Fitz" Fitzpatrick (Jason Priestley) jest sprzedawcą samochodów. Mężczyzna jest zepsuty do szpiku kości i pozbawiony wszelkich zasad moralnych. Prowadzi beztroskie życie, w którym nie stroni od używek, szalonej zabawy i przypadkowego seksu. Wszystko się jednak komplikuje, kiedy Fitz powoduje wypadek, w wyniku którego jego pasażerka odnosi bardzo poważne obrażenia i zapada w śpiączkę.
Na dodatek w firmie Fitzpatricka zostaje zatrudniony nowy pracownik. Larry (Ernie Grunwald) jest całkowitym przeciwieństwem Richarda. Spokojny, zrównoważony i uczciwy mężczyzna próbuje nauczyć swojego współpracownika szacunku do wyznawanych przez siebie wartości. Fitz nie traktuje go poważnie. Wkrótce sugeruje, by kolega skorzystał z pomocy psychologa. Ostatecznie jednak to on, a nie Larry trafia na terapię. Przyczyną jest coraz silniejsze uzależnienie od alkoholu.

## Obsada
- Jason Priestley jako Richard "Fitz" Fitzpatrick
- Ernie Grunwald jako Larry
- Peter MacNeill jako Ken Fitzpatrick
- Kathleen Munroe jako Ali Dalton
- Tracy Dawson jako Meghan
- Donavan Stinson jako Josh
- Brooke Nevin jako Sonja